# Varierad tornbagge
Varierad tornbagge (Variimorda villosa) är en skalbaggsart som först beskrevs av Franz Paula von Schrank 1781.  Varierad tornbagge ingår i släktet Variimorda, och familjen tornbaggar. Enligt den finländska rödlistan är arten sårbar i Finland. Enligt den svenska rödlistan är arten sårbar i Sverige. Arten förekommer i Götaland, Gotland och Öland. Arten har tidigare förekommit i Svealand men är numera lokalt utdöd. Artens livsmiljö är torra gräsmarker.

## Bildgalleri

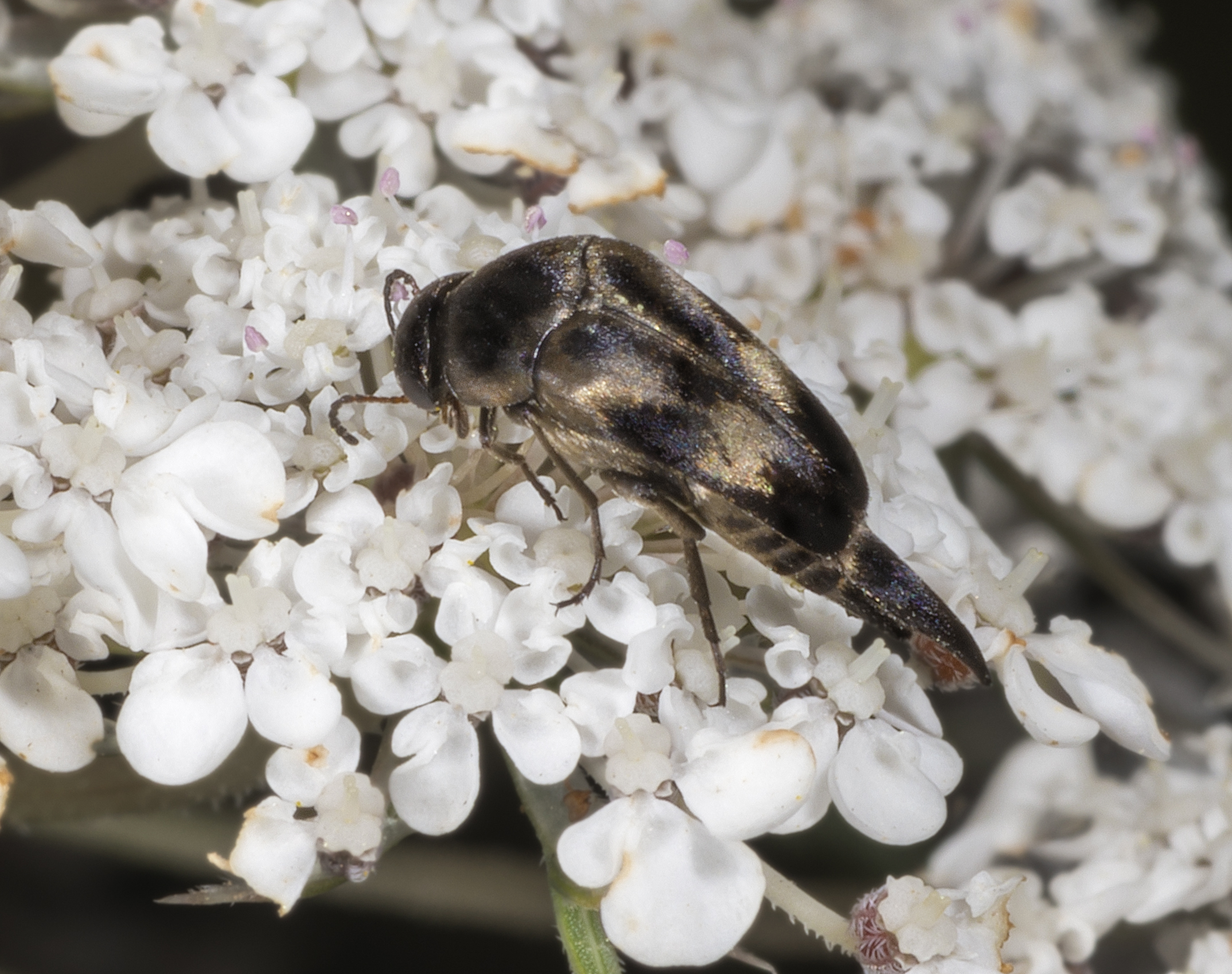
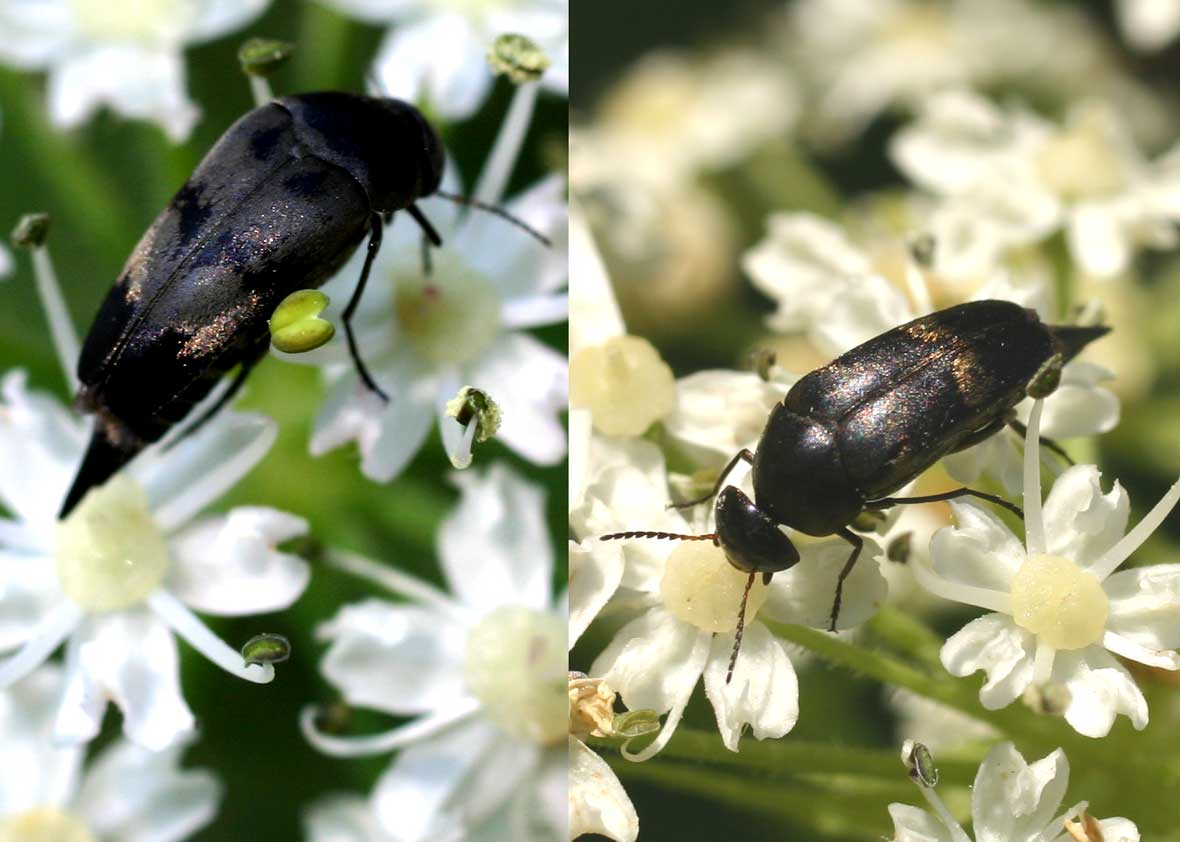
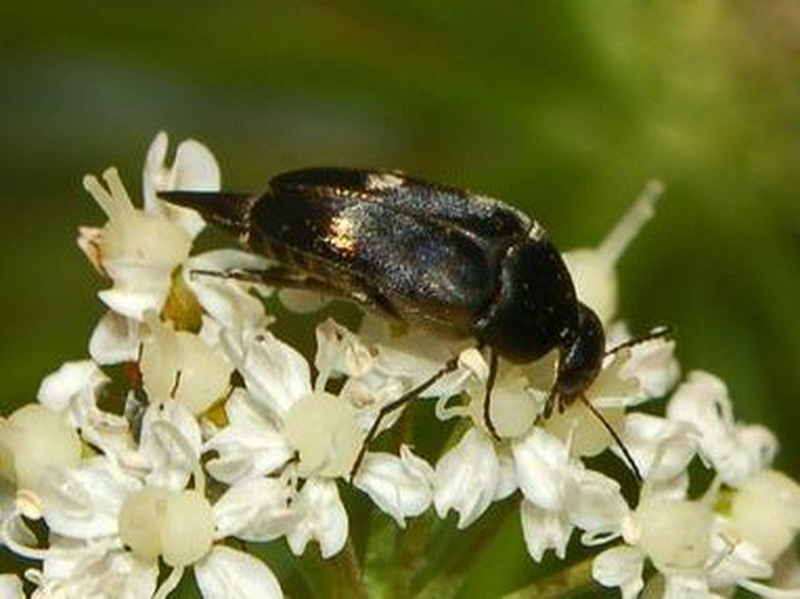
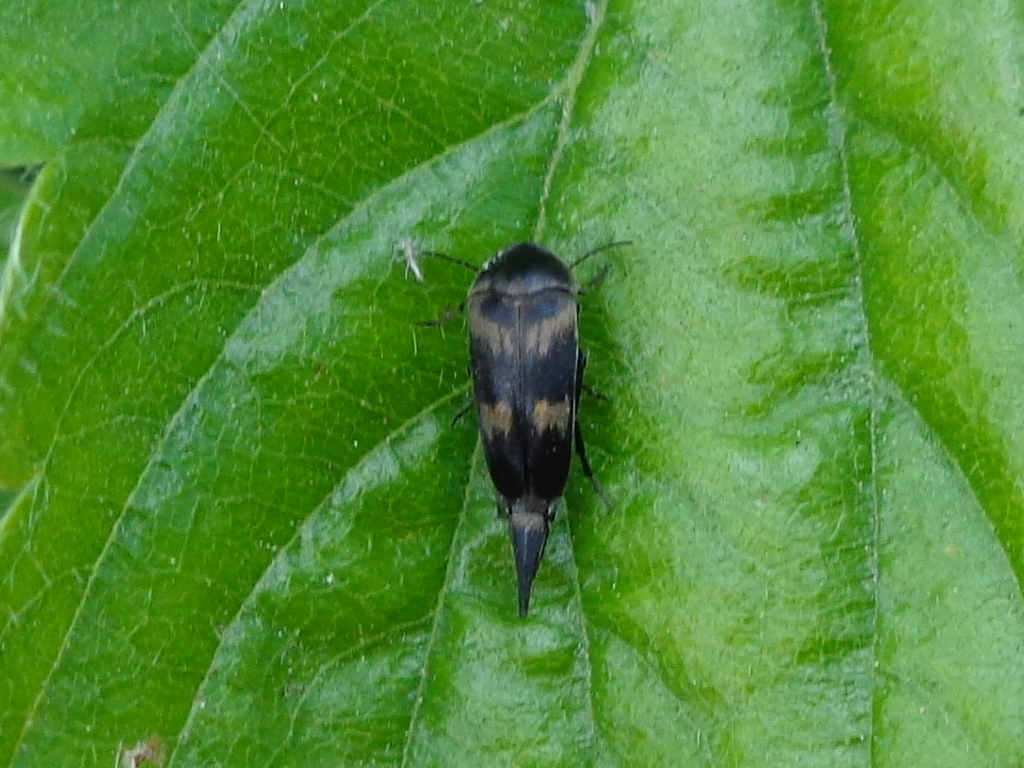
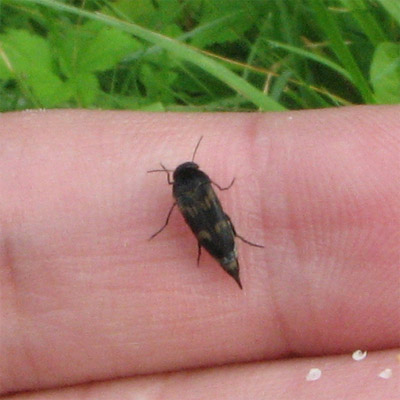